# Obwodowe i powiatowe komendy Przysposobienia Wojskowego
Obwodowe i powiatowe komendy Przysposobienia Wojskowego – lista jednostek organizacyjnych Przysposobienia Wojskowego z obsadą oficerską z marca 1939.

## „Zarządzenia szczegółowe”
Zgodnie z planem mobilizacyjnym „W” obwodowe i powiatowe komendy Przysposobienia Wojskowego były jednostkami pozostającymi w razie mobilizacji o etatach pokojowych.
Oficerowie służby stałej zajmujący w czasie pokoju stanowiska obwodowych i powiatowych komendantów PW mieli być użyci na mobilizację przez swoich dowódców jednostek ewidencyjnych na pokrycie stanowisk w jednostkach mobilizowanych, o ile szef Biura Personalnego Ministerstwa Spraw Wojskowych nie nadał im przydziałów wojennych do innych jednostek.
Oficerowie kontraktowi zajmujący w czasie pokoju stanowiska w obwodowych i powiatowych komendach PW, z chwilą ogłoszenia mobilizacji automatycznie byli powoływani do służby czynnej i pozostawali na swych stanowiskach. Wyjątek pod tym względem stanowili ci oficerowie kontraktowi, którym szef Biura Personalnego MSWojsk. nadał przydziały mobilizacyjne do innych jednostek. Oficerowie ci odchodzili w razie mobilizacji do jednostek wskazanych w kartach mobilizacyjnych.

## Jednostki podporządkowane szefowi Okręgowego Urzędu WFiPW Okręgu Korpusu Nr I
Obwodowa komenda PW nr 21 (Warszawa przy 21 pp)
- obwodowy komendant PW – mjr piech. Franciszek Stanisław Żebrowski
- miejski komendant PW Warszawa I – kpt. piech. Edward Penner
- miejski komendant PW Warszawa II – kpt. piech. Henryk Kuźmiński

Obwodowa komenda PW nr 121 (Warszawa przy 21 pp)
- obwodowy komendant PW – mjr adm. (piech.) Bronisław Surewicz

Obwodowa komenda PW nr 36 (Warszawa przy 36 pp)
- obwodowy komendant PW – kpt. piech. Stanisław Gustowski[a]
- miejski komendant PW Warszawa V – por. kontr. piech. Władysław Bobowski
- miejski komendant PW Warszawa VI – kpt. piech. Edward Gutowski[b]
- miejski komendant PW Warszawa VII – kpt. piech. Jan Bratkowski[c]
- miejski komendant PW Warszawa VIII – kpt. adm. (piech.) Mieczysław Wielechowski[d]

Obwodowa komenda PW nr 15 (Dęblin przy 15 pp)
- obwodowy komendant PW – kpt. adm. (piech.) Józef Bardzik
- powiatowy komendant PW Puławy – por. piech. Józef Jan Leon Grodzicki
- powiatowy komendant PW Garwolin – por. adm. (piech.) Marceli Pająk

Obwodowa komenda PW nr 72 (Radom przy 72 pp)
- obwodowy komendant PW – kpt. adm. (piech.) Karol Jakóbiec[e]
- miejski komendant PW Radom – por. kontr. kaw. Tadeusz Karol Scholtze
- powiatowy komendant PW Radom – kpt. adm. (piech.) Kazimierz Piotr Latusek
- powiatowy komendant PW Kozienice – ppor. kontr. piech. Adam Jerzy Sens

Obwodowa komenda PW nr 89 (Rembertów przy 3 bs)
- obwodowy komendant PW – mjr piech. Julian Mikołaj Hajnos

Obwodowa komenda PW nr 13 (Pułtusk przy 13 pp)
- obwodowy komendant PW – mjr piech. Józef Tomasz Kwapiński
- powiatowy komendant PW Pułtusk – ppor. kontr. piech. Piotr Chełstowski
- powiatowy komendant PW Przasnysz – ppor. kontr. piech. Stanisław Marian Święcki
- powiatowy komendant PW Szczuczyn – kpt. adm. (piech.) Mikołaj Fulgenty Poszepczyński
- powiatowy komendant PW Ciechanów – kpt. piech. Stefan Julian Grochowski
- powiatowy komendant PW Maków Mazowiecki – ppor. kontr. piech. Bronisław Pieloch

Obwodowa komenda PW nr 32 (Modlin przy 32 pp)
- obwodowy komendant PW – kpt. adm. (piech.) Waldemar Woroniecki
- powiatowy komendant PW Działdowo – kpt. piech. Kazimierz Mordzewski
- powiatowy komendant PW Mława – por. kontr. piech. Józef Andrzej Michoński
- powiatowy komendant PW Płońsk – kpt. piech. Józef Stanisław Kiernożycki

Obwodowa komenda PW nr 99 (Płock przy 4 psk)
- obwodowy komendant PW – kpt. adm. (piech.) Józef II Kowalówka[f]

Obwodowa komenda PW nr 33 (Łomża przy 33 pp)
- obwodowy komendant PW – kpt. piech. Zygmunt II Nowicki
- powiatowy komendant PW Łomża – ppor. kontr. piech. Stanisław Parol
- powiatowy komendant PW Ostrołęka – por. kontr. kaw. Norbert Puchalski

Obwodowa komenda PW nr 42 (Białystok przy 42 pp)
- obwodowy komendant PW – mjr piech. Tadeusz Jan Riedl
- miejski komendant PW Białystok – ppor. kontr. uzbr. Władysław Kiewlicz
- powiatowy komendant PW Białystok – por kontr. piech. Eugeniusz Jan Bulski
- powiatowy komendant PW Wysokie Mazowieckie – ppor. kontr. piech. Tadeusz Stanisław Mincer
- powiatowy komendant PW Szczuczyn Białostocki – kpt. adm. (piech.) Stefan Tadeusz Bogucki

Obwodowa komenda PW nr 71 (Zambrów przy 71 pp)
- obwodowy komendant PW – kpt. piech. Józef Romuald Splitt[g] †1940 Katyń
- powiatowy komendant PW Sokołów – kpt. adm. (piech.) Jan Rapcewicz †1940 Katyń
- powiatowy komendant PW Węgrów – por. kontr. piech. Edmund Jan Sieńczak

Obwodowa komenda PW nr 90 (Rembertów przy 3 bs)
- obwodowy komendant PW – kpt. piech. Tadeusz Julian Ruciński

Obwoowa komenda PW nr 30 (Warszawa przy 30 pp)
- obwodowy komendant PW – kpt. piech. Kazimierz Szempliński

## Jednostki podporządkowane szefowi Okręgowego Urzędu WFiPW Okręgu Korpusu Nr II
Obwodowa komenda PW nr 7 (Chełm przy 7 pp Leg.)
- obwodowy komendant PW – kpt. adm. (piech.) Józef Dubiński

Obwodowa komenda PW nr 8 (Lublin przy 8 pp Leg.)
- obwodowy komendant PW – mjr piech. Leon Tomaszewski

Obwodowa komenda PW nr 9 (Zamość przy 9 pp Leg.)
- obwodowy komendant PW – mjr adm. (piech.) Leon Ast

Obwodowa komenda PW nr 23 (Hrubieszów przy 23 pp)
- obwodowy komendant PW – kpt. adm. (piech.) Leon Ptasznik

Obwodowa komenda PW nr 24 (Łuck przy 24 pp)
- obwodowy komendant PW – mjr adm. (piech.) Włodzimierz Jan Wojtych

Obwodowa komenda PW nr 45 (Równe przy 45 pp)
- obwodowy komendant PW – kpt. piech. Kamil Matkowski

Obwodowa komenda PW nr 50 (Kowel przy 50 pp)
- obwodowy komendant PW – kpt. piech. Mieczysław Jan Olszański

## Jednostki podporządkowane szefowi Okręgowego Urzędu WFiPW Okręgu Korpusu Nr III
Obwodowa komenda PW nr 1 (Wilno przy 1 pp Leg.)
- obwodowy komendant PW – kpt. piech. Zenon Wincenty Jarosz
- miejski komendant PW Wilno I – kpt. piech. Jan Daniuszewicz

Obwodowa komenda PW nr 5 (Wilno przy 5 pp Leg.)
- obwodowy komendant PW – kpt. piech. Stanisław Kazuba
- miejski komendant PW Wilno II – kpt. piech. Eugeniusz Siwocho

Obwodowa komenda PW nr 6 (Wilno przy 6 pp Leg.)
- obwodowy komendant PW – kpt. adm. (piech.) Edward Downarowicz
- powiatowy komendant PW Wilno-Troki – kpt. piech. Jan Żmudziński

Obwodowa komenda PW  nr 77 (Lida przy 77 pp)
- obwodowy komendant PW – kpt. piech. Stanisław Grzywacz
- powiatowy komendant PW Lida – por. kontr. piech. Józef Wołoszkiewicz
- powiatowy komendant PW Szczuczyn Nowogródzki – kpt adm. (piech.) Stanisław Malicki

Obwodowa komenda PW nr 85 (Nowa Wilejka przy 85 pp)
- obwodowy komendant PW – mjr adm. (piech.) Czesław Szunejko[h]
- powiatowy komendant PW Postawy – por. piech. Wincenty Wybraniec
- powiatowy komendant PW Oszmiany – por. kontr. piech. Kazimierz Bukowicki

Obwodowa komenda PW nr 86 (Mołodeczno przy 86 pp)
- obwodowy komendant PW – kpt. adm. (piech.) Aleksander Gregorowicz
- powiatowy komendant PW Mołodeczno – kpt. piech. Alfred Kuczuk Pilecki

Obwodowa komenda PW nr 41 (Suwałki przy 41 pp)
- obwodowy komendant PW – mjr piech. Roman Piotr Karolczyk
- powiatowy komendant PW Suwałki – por. kontr. piech. Tadeusz Władysław Szubski
- powiatowy komendant PW Augustów – por. kontr. piech. Józef Kondratowicz

Obwodowa komenda PW nr 76 (Grodno przy 76 pp)
- obwodowy komendant PW – kpt. adm. (piech.) Tadeusz Józef Erben
- powiatowy komendant PW Grodno – ppor. kontr. piech. Witold Tomaszewski
- powiatowy komendant PW Wołkowysk – ppor. kontr. piech. Alfons Wróblewski

Obwodowa komenda PW nr 81 (Grodno przy 81 pp)
- obwodowy komendant PW – mjr piech. Bolesław Szajda
- miejski komendant PW Grodno – por. kontr. piech. Florian Synakiewicz
- powiatowy komendant PW Sokółka – kpt. piech Alfred Andrzej Willich

## Jednostki podporządkowane szefowi Okręgowego Urzędu WFiPW Okręgu Korpusu Nr IV
Obwodowa komenda PW nr 25 (Piotrków przy 25 pp)
- obwodowy komendant PW – kpt. piech. Zygmunt Bobrowski
- miejski komendant PW Piotrków – kpt. piech. Mirosław Byczyński
- powiatowy komendant PW Piotrków – ppor. kontr. art. Czesław Szczepański
- powiatowy komendant PW Końskie – kpt. kontr. art. Włodzimierz Małeski
- powiatowy komendant PW Opoczno – kpt. adm. (piech.) Franciszek Korzec

Obwodowa komenda PW  nr 27 (Częstochowa przy 27 pp)
- obwodowy komendant PW – kpt. piech. Jerzy Grzegorz Grębocki
- miejski komendant PW Częstochowa – kpt. piech. Antoni Górniewicz
- powiatowy komendant PW Radomsko – kpt. adm. (piech.) Eugeniusz Buba
- powiatowy komendant PW Włoszczowa – kpt. kontr. piech. Stanisław Matuszewski

Obwodowa komenda PW nr 74 (Lubliniec przy 74 pp)
- obwodowy komendant PW – mjr piech. Franciszek Jan Żak
- powiatowy komendant PW Lubliniec – por. piech. piech. Paweł Turski
- powiatowy komendant PW Częstochowa – kpt. piech. Eustachiusz Marszałek

Obwodowa komenda PW nr 28 (przy 28 pp)
- obwodowy komendant PW – p.o. kpt. piech. Bolesław Antoń
- miejski komendant PW Łódź I – por. piech. Henryk Gruszka
- miejski komendant PW Łódź II – ppor. kontr. piech. Borys Fiedotjew
- miejski komendant PW Łódź III – wakat
- miejski komendant PW Łódź IV – kpt. piech. Bolesław Antoń
- powiatowy komendant PW Łódź – por. kontr. piech. Mikołaj Milczyński

Obwodowa komenda PW nr 31 (Sieradz przy 31 pp)
- obwodowy komendant PW – kpt. adm. (piech.) Stefan Marian Faczyński

Obwodowa komenda PW  nr 10 (Łowicz przy 10 pp)
- obwodowy komendant PW – kpt. piech. Kazimierz Stefan Szul
- powiatowy komendant PW Łowicz – kpt. piech. Tadeusz Stanisław Kura
- powiatowy komendant PW Brzeziny – ppor. kontr. art. Tadeusz Rossowiecki

Obwodowa komenda PW nr 18 (Skierniewice przy 18 pp)
- obwodowy komendant PW – kpt. adm. (piech.) Bolesław Józef Blokus
- powiatowy komendant PW Skierniewice – kpt. adm. (piech.) Józef Ignacy Skrzat
- powiatowy komendant PW Rawa Mazowiecka – por. piech. Stanisław Bednarek

Obwodowa komenda PW nr 37 (Kutno przy 37 pp)
- obwodowy komendant PW – mjr piech. Józef Kazimierz Skwarnicki
- powiatowy komendant PW Kutno – por. kontr. piech. Jerzy Gajewski
- powiatowy komendant PW Łęczyca – kpt. piech. Stanisław Stefaniak

## Jednostki podporządkowane szefowi Okręgowego Urzędu WFiPW Okręgu Korpusu Nr V
Obwodowa komenda PW nr 12 (Wadowice przy 12 pp)
- obwodowy komendant PW – kpt. adm. (piech.) Jan Piotr Łużecki
- powiatowy komendant PW Wadowice – kpt. kontr. piech. Tadeusz Bogumił Czeppe
- powiatowy komendant PW Myślenice – kpt. adm. (piech.) Flawian Śmitkowski

Obwodowa komenda PW nr 16 (Tarnów przy 16 pp)
- obwodowy komendant PW – kpt. adm. (piech.) Stanisław Ryczek
- powiatowy komendant PW Tarnów – kpt. adm. (piech.) Roman Stelmach
- powiatowy komendant PW Dąbrowa Tarnowska – por. kontr. art. Jerzy Minnicki
- powiatowy komendant PW Dębica – ppor. kontr. kaw. Aleksander Iwaszkiewicz
- powiatowy komendant PW Mielec – por. kontr. piech. Władysław Jan Nędzowski
- powiatowy komendant PW Brzesko – ppor. kontr. piech. Józef Franciszek Kwiecień

Obwodowa komenda PW nr 20 (Kraków przy 20 pp)
- obwodowy komendant PW – kpt. adm. (piech.) Sylwester Rudolf Chudoba
- miejski komendant PW Kraków I – por. kontr. art. Zygmunt Kazimierz Brachocki
- miejski komendant PW Kraków II – ppor. kontr. piech. Antoni Maciej Data
- miejski komendant PW Kraków III – kpt. adm. (piech.) Józef Wiciński
- powiatowy komendant PW Kraków – ppor. kontr. kaw. Piotr Styczeń
- powiatowy komendant PW Bochnia – kpt. piech. Stanisław Józef Skibiński
- powiatowy komendant PW Miechów – ppor. kontr. piech. Edward Peiper

Kierownictwo Rejonu PW 21 Dywizji Piechoty w Bielsku
Obwodowa komenda PW nr 91 (Nowy Sącz przy 1 psp)
- obwodowy komendant PW – kpt. adm. (piech.) Ignacy Jeleń

Obwodowa komenda PW nr 93 (Bielsko przy 3 psp)
- obwodowy komendant PW – mjr piech. Mieczysław Drabik

Obwodowa komenda PW nr 193 (Oświęcim przy III baonie 3 psp)
- obwodowy komendant PW – kpt. adm. (piech.) Jan Stanisław Skrzypek

Obwodowa komenda PW nr 94 (Cieszyn Wschodni przy 4 psp)
- obwodowy komendant PW – mjr piech. Kazimierz Leopold Bełko

Obwodowa komenda PW nr 194 (Cieszyn Zachodni przy 4 psp)
- obwodowy komendant PW – mjr piech. Włodzimierz Antoni Kuczma

Kierownictwo Rejonu PW 23 Dywizji Piechoty w Katowicach
Obwodowa komenda PW nr 11 (Tarnowskie Góry przy 11 pp)
- obwodowy komendant PW – mjr adm. (piech.) Franciszek I Książek
- powiatowy komendant PW Tarnowskie Góry – kpt. adm. (piech.) Ludwik Slosarczyk
- powiatowy komendant PW Będzin – kpt. adm. (piech.) Władysław Andrzej Nowakowski

Obwodowa komenda PW nr 111 (Zawiercie przy 11 pp)
- obwodowy komendant PW – mjr piech. Rudolf Geyer

Obwodowa komenda PW nr 73 (Katowice przy 73 pp)
- obwodowy komendant PW – kpt. adm. (piech.) Stanisław Hilary Jasiński
- miejski komendant PW Katowice – kpt. piech. Mieczysław Karol Olszewski
- powiatowy komendant PW Katowice I (m.p. Mysłowice) – kpt. piech. Paweł Blew

Obwodowa komenda PW nr 173 (Sosnowiec przy 73 pp)
- obwodowy komendant PW – kpt. piech. Jan Piotr Komander

Obwodowa komenda PW nr 75 (Chorzów przy 75 pp)
- obwodowy komendant PW – mjr piech. Stanisław Wideł
- powiatowy komendant PW Chorzów – kpt. piech. Kazimierz Jan Paszki
- powiatowy komendant PW Świętochłowice – por. kontr. piech. Antoni Hussakowski
- powiatowy komendant PW Katowice II (m.p. Kochłowice) – kpt. adm. (piech.) Marian Tulak

Obwodowa komenda PW nr 175 (Rybnik przy 75 pp)
- obwodowy komendant PW – mjr piech. Tadeusz Jan Kwiatkowski

## Jednostki podporządkowane szefowi Okręgowego Urzędu WFiPW Okręgu Korpusu Nr VI
Obwodowa komenda PW nr 19 (Lwów przy 19 pp)
- obwodowy komendant PW – kpt. adm. (piech.) Władysław Paweł Kozakiewicz

Obwodowa komenda PW nr 26 (Gródek Jagielloński przy 26 pp)
- obwodowy komendant PW – mjr piech. Józef Walenty Smagowicz

Obwodowa komenda PW nr 40 (Lwów przy 40 pp)
- obwodowy komendant PW – kpt. adm. (piech.) Józef Berezowski

Obwodowa komenda PW nr 48 (Stanisławów przy 48 pp)
- obwodowy komendant PW – mjr piech. Władysław Welz

Obwodowa komenda PW nr 49 (Kołomyja przy 49 pp)
- obwodowy komendant PW – mjr piech. Marian Karol Jasiński

Obwodowa komenda PW nr 51 (Brzeżany przy 51 pp)
- obwodowy komendant PW – kpt. adm. (piech.) Adam Będzikowski

Obwodowa komenda PW nr 52 (Złoczów przy 52 pp)
- obwodowy komendant PW – mjr piech. Stanisław Jan Deduchowski (→ dowódca II/66 pp)
- powiatowy komendant PW Złoczów – kpt. adm. (piech.) Mieczysław Roman Kral
- zastępca powiatowego komendanta PW Złoczów – kpt. adm. (piech.) Jozef Pulnarowicz
- powiatowy komendant PW Brody – kpt. adm. (piech.) Tomasz II Szymański
- powiatowy komendant PW Zborów – kpt. piech. Czesław Stefan Kurek

Obwodowa komenda PW nr 53 (Stryj przy 53 pp)
- obwodowy komendant PW – mjr piech. Jozef Kazimierz Rymarski
- powiatowy komendant PW Stryj – kpt. piech. Jan Borek
- powiatowy komendant PW Stryj – por. kontr. piech. Władysław Andrzej Szyjkowski
- powiatowy komendant PW Żydaczów – por. piech. Adolf Jakub Lebküchler
- powiatowy komendant PW Dolina – kpt. piech. Stanisław Józef Bysko

Obwodowa komenda PW nr 54 (Tarnopol przy 54 pp)
- obwodowy komendant PW – kpt. adm. (piech.) Władysław Kruczkowski

## Jednostki podporządkowane szefowi Okręgowego Urzędu WFiPW Okręgu Korpusu Nr VII
Obwodowa komenda PW nr 55 (Leszno przy 55 pp)
- obwodowy komendant PW – kpt. piech. Franciszek Galica

Obwodowa komenda PW nr 57 (Poznań przy 57 pp)
- obwodowy komendant PW – kpt. piech. Antoni II Cichoń

Obwodowa komenda PW nr 58 (Poznań przy 58 pp)
- obwodowy komendant PW – kpt. adm. (piech.) Ignacy Sęk
- miejski komendant PW Poznań I – kpt. piech. Edward Stanisław Bankiewicz
- miejski komendant Poznań II – ppor. kontr. piech. Jan Stanisław Organkiewicz
- miejski komendant PW Poznań III – ppor. kontr. piech. Jerzy Teodor Tierling
- powiatowy komendant PW Poznań – ppor. kontr. art. Ignacy Laskowski

Obwodowa komenda PW nr 68 (Września przy 68 pp)
- obwodowy komendant PW – kpt. adm. (piech.) Jan Nycz
- powiatowy komendant PW Września – kpt. adm. (piech.) Łukasz Kowalski
- powiatowy komendant PW Koło – ppor. kontr. łącz. Tadeusz Franciszek Rzeszowski
- powiatowy komendant PW Konin – kpt. adm. (piech.) Juliusz Fetkowski

Obwodowa komenda PW nr 69 (Gniezno przy 69 pp)
- obwodowy komendant PW – kpt. adm. (piech.) Józef Świątecki
- powiatowy komendant PW Gniezno – ppor. kontr. piech. Feliks Bock
- powiatowy komendant PW Oborniki – kpt. adm. (piech.) Jan Bronisław Formanowicz
- powiatowy komendant PW Czarnków – kpt. adm. (piech.) Stanisław Pluciński

Obwodowa komenda PW nr 70 (Pleszew przy 70 pp)
- obwodowy komendant PW – kpt. adm. (piech.) Antoni Kostrzewa
- powiatowy komendant PW Jarocin – kpt. kontr. piech. Michał Hybiak
- powiatowy komendant PW Środa – kpt. piech. Zygmunt Antczak

Obwodowa komenda PW nr 29 (Kalisz przy 29 pp)
- obwodowy komendant PW – kpt. adm. (piech.) Henryk Adam Janowski
- powiatowy komendant PW Kalisz – ppor. piech. kontr. Stefan Jendrasiak
- powiatowy komendant PW Turek – kpt. piech. Tadeusz Klemens Daniszewski

Obwodowa komenda PW nr 56 (Krotoszyn przy 56 pp)
- obwodowy komendant PW – kpt. piech. Wincenty Medyński

Obwodowa komenda PW nr 60 (Ostrów Wlkp. przy 60 pp)
- obwodowy komendant PW – mjr adm. (piech.) Antoni Bukała

## Jednostki podporządkowane szefowi Okręgowego Urzędu WFiPW Okręgu Korpusu Nr VIII
Obwodowa komenda PW nr 14 (Włocławek przy 14 pp)
- obwodowy komendant PW – kpt. adm. (piech.) Józef Tkaczyk
- miejski komendant PW Włocławek – kpt. piech. Wacław Fabijanowski
- powiatowy komendant PW Włocławek – kpt. adm. (piech.) Wiktor Jarocki
- powiatowy komendant PW Lipno – kpt. adm. (piech.) Antoni Bogucki
- powiatowy komendant PW Nieszawa (m.p. Aleksandrów) – por. kaw. kontr. Leon Feliks Ike-Duninowski

Obwodowa komenda PW nr 63 (Toruń przy 63 pp)
- obwodowy komendant PW – kpt. adm. (piech.) Władysław Szymura
- miejski komendant PW Toruń – por. kontr. art. Adolf Karol Kołodziej
- powiatowy komendant PW Toruń – kpt. adm. (piech.) Jan II Jastrzębski
- powiatowy komendant PW Wąbrzeźno – ppor. kontr. piech. Franciszek Michał Kołeczek

Obwodowa komenda PW nr 67 (Brodnica przy 67 pp)
- obwodowy komendant PW – mjr piech. Adam Fleszar
- powiatowy komendant PW Brodnica – kpt. piech. Edward Franciszek Busza
- powiatowy komendant PW Lubawa – kpt. piech. Jan Władysław Dulęba
- powiatowy komendant PW Rypin – ppor. kontr. piech. Wacław Nowicki

Obwodowa komenda PW nr 59 (Inowrocław przy 59 pp)
- obwodowy komendant PW – kpt. adm. (piech.) Franciszek II Nowicki

Obwodowa komenda PW nr 61 (Nakło przy 61 pp)
- obwodowy komendant PW – mjr piech. Józef Parczyński

Obwodowa komenda PW nr 62 (Kcynia przy 62 pp)
- obwodowy komendant PW – mjr piech. Władysław III Pawłowski
- powiatowy komendant PW Kcynia – kpt. adm. (piech.) Jan Kaperek
- powiatowy komendant PW Szubin – kpt. piech. Michał Olisiewicz
- powiatowy komendant PW Żnin – kpt. adm. (piech.) Jan Curzytek
- powiatowy komendant PW Chodzież – kpt. adm. (piech.) Leon Wojtyniak
- powiatowy komendant PW Wągrowiec – kpt. piech. Stefan Maksymilian Wałajtys

Obwodowa komenda PW nr 64 (Grudziądz przy 64 pp)
- obwodowy komendant PW – kpt. adm. (piech.) Henryk Feliks Józef Praski
- miejski komendant PW Grudziądz – kpt. piech. Robert Antoni Bałowski
- powiatowy komendant PW Grudziądz – kpt. adm. (piech.) Władysław Kosmowski

Obwodowa komenda PW nr 65 (Starogard przy 65 pp)
- obwodowy komendant PW – mjr piech. Emil Niemiec
- miejski komendant PW Starogard – por. kontr. piech. Stanisław Olszewski
- powiatowy komendant PW Starogard – kpt. piech. Wincenty Marian Warszawski
- powiatowy komendant PW Tczew – kpt. piech. Stefan August Śliwa

Obwodowa komenda PW nr 66 (Chełmno przy 66 pp)
- obwodowy komendant PW – kpt. adm. (piech.) Stanisław II Borowski
- powiatowy komendant PW Chełmno – por. kontr. piech. Leon Mondzielewski
- powiatowy komendant PW Świecie – ppor. kontr. piech. Jan Grochowski

Obwodowa komenda PW nr 87 (Czersk przy 1 bs)
- obwodowy komendant PW – kpt. adm. (piech.) Feliks III Szymański

Obwodowa komenda PW nr 88 (Kościerzyna przy 2 pszwol)
- obwodowy komendant PW – mjr piech. Feliks Jan Mazurkiewicz

Obwodowa komenda PW nr 181 (Tuchola przy 1 bs)
- obwodowy komendant PW – kpt. adm. (piech.) Stanisław Maciej Ziemba

## Jednostki podporządkowane szefowi Okręgowego Urzędu WFiPW Okręgu Korpusu Nr IX
- 22 Obwód PW (Siedlce przy 22 pp) – kpt. piech. Tadeusz II Marek
- 34 Obwód PW (Biała Podlaska przy 34 pp) – mjr adm. (piech.) Józef Kojder
- 35 Obwód PW (Bielsk Podlaski przy 35 pp) – kpt. piech. Kazimierz Troszkiewicz
- 78 Obwód PW (Baranowicze przy 78 pp) – kpt. piech. Władysław Gorczyca[i]
- 79 Obwód PW (Słonim przy 79 pp) – kpt. piech. Adolf Hilary Boratyński
- 80 Obwód PW (Nowogródek przy 80 pp) – kpt. piech. Emil Zboś
- 82 Obwód PW (Brześć nad Bugiem przy 82 pp) – kpt. piech. Aleksander Wojciech Mikuła
- 83 Obwód PW (Kobryń przy 83 pp) – kpt. adm. (piech.) Franciszek Pietrzkiewicz
- 84 Obwód PW (Pińsk przy 84 pp) – kpt. adm. (piech.) Zdzisław Szwarnowiecki

## Jednostki podporządkowane szefowi Okręgowego Urzędu WFiPW Okręgu Korpusu Nr X
- 2 Obwód PW (Sandomierz przy 2 pp Leg.) – mjr piech. Adolf Dzierżyński
- 3 Obwód PW (Jarosław przy 3 pp Leg.) – kpt. piech. Stefan Gruca
- 4 Obwód PW (Kielce przy 4 pp Leg.) – kpt. piech. Tadeusz Konasiewicz
- 92 Obwód PW (Sanok przy 2 psp) – kpt. adm. (piech.) Tadeusz Kuniewski
- 96 Obwód PW (Sambor przy 6 psp) – mjr piech. Marian Suda
- 17 Obwód PW (Rzeszów przy 17 pp) – mjr piech. Tadeusz Ochęduszko
- 38 Obwód PW (Przemyśl przy 38 pp) – kpt. piech. Mikołaj Moroz
- 39 Obwód PW (Jarosław przy 39 pp) – kpt. piech. Władysław Bolesław Bochenek